# Петрушка, Адам
Адам Петрушка (пол. Adam Pietruszka; 19 июля 1938, Кутно) — офицер коммунистической госбезопасности ПНР, в 1981—1984 — заместитель начальника IV департамента СБ МВД. Специализировался на борьбе с католической оппозицией. Организатор убийства капеллана «Солидарности» Ежи Попелушко.

## Инспектор госбезопасности и милиции
Родился в семье сельскохозяйственного рабочего. Окончил железнодорожное техническое училище в Кутно, затем в Познани. Работал механиком на железнодорожной станции в Щецине. В 1958—1960 служил в технических частях вооружённых сил ПНР.
В 1961 Адам Петрушка поступил в Службу госбезопасности. Окончил школу оперативного состава МВД в Легионово. Первоначально служил в подразделениях, контролирующих щецинские предприятия промышленности и транспорта. С 1962 состоял в правящей компартии ПОРП.
Адам Петрушка характеризовался начальством как сотрудник добросовестный и исполнительный, но не очень эффективный. В 1968 подал рапорт о переводе в гражданскую милицию, служил милицейским инспектором.
В 1970 Адам Петрушка окончил юридический факультет Университета Адама Мицкевича. Защитил диссертацию на тему правовых обоснований административного принуждения.

## Функционер антикатолического департамента
С 1971 Адам Петрушка вернулся в органы СБ МВД ПНР и поступил в IV департамент, специализировавшийся на борьбе против польской католической церкви. Курировал сеть осведомителей в католической среде. Как утверждается, одним из агентов Петрушки являлся известный священник Вроцлавской архиепархии Михал Чайковский.
На этом направлении Петрушка добился значительно большего, чем на промышленно-транспортном. В новых характеристиках оценивался как сотрудник очень способный, эффективный и амбициозный. В 1970 получил звание капитана, к 1979 стал подполковником. Был награждён рядом орденов и медалей ПНР.
В период противоборства ПОРП с профсоюзом Солидарность Петрушка организовывал наблюдение за руководителем пресс-службы польского епископата аббатом Алоизием Оршуликом, в местах интернирования контролировал Леха Валенсу. По информации итальянского следователя Фердинандо Импозимато, Петрушка присутствовал на месте событий при покушении на жизнь Папы Римского Иоанна Павла II. C 1982 имел звание полковника.
В 1981 Петрушка был назначен заместителем начальника IV департамента генерала Зенона Платека. Несколько месяцев 1984, при временном отсутствии Платека, исполнял обязанности начальника.

## Убийство и последствия
В 1984 полковник Петрушка получил от руководства распоряжение нейтрализовать ксендза Ежи Попелушко — капеллана «Солидарности», выступавшего с яркими проповедями антитоталитарного характера. Соответствующий приказ полковник Петрушка отдал в спецгруппу «D» капитану Пиотровскому. При этом Петрушка отметил, что «смерть Попелушко от сердечного приступа будет его проблемой».
19 октября 1984 капитан Пиотровский, поручик (лейтенант) Пенкала и поручик Хмелевский похитили Ежи Попелушко, подвергли жестоким избиениям и совершили убийство. Но эта акция, задуманная как устранение оппозиционного проповедника, была использована для политической интриги в руководстве ПОРП. Войцех Ярузельский и его сторонники — Чеслав Кищак, Флориан Сивицкий, Мечислав Раковский — использовали ситуацию для чистки партийного и карательного руководства от представителей сталинистского «бетона» (Мирослав Милевский, Стефан Ольшовский, Тадеуш Грабский, Альбин Сивак, Владислав Цястонь, Зенон Платек). Для этого требовался показательный судебный процесс. Организаторы и исполнители убийства не предвидели такого поворота событий.
Петрушка принимал меры к сокрытию преступления. Однако взрыв общественного возмущения и внутренняя борьба в партийной верхушке привели к тому, что 23 октября 1984 непосредственный организатор и исполнители убийства Попелушко были арестованы. 24 декабря 1984 года генерал Кищак издал приказ об увольнении Петрушки со службы и лишении звания полковника.

## Суд и заключение
В конце года все четверо предстали перед воеводским судом в Торуни, по месту совершения преступления. На процессе Петрушка держался спокойно и уверенно, свои действия обосновывал «антигосударственной деятельностью» Попелушко.
Адам Петрушка, как и Гжегож Пиотровский, получил максимальный срок — 25 лет лишения свободы (Пенкала и Хмелевский — соответственно 15 и 14 лет). В приговоре особо отмечалась роль Петрушки как вдохновителя и организатора, который «за столом своего кабинета растоптал закон и мораль, толкнув подчинённых на безжалостное преступление».
Находясь в заключении, Петрушка обвинял министра внутренних дел генерала Кищака в неисполнении обязательств перед участниками спецоперации. Развлекался карикатурными изображениями и насмешливыми комментариями к газетным статьям, в которых фигурировал Кищак.
В 1986 власти ПНР применили к Петрушке амнистию, сократив срок заключения. Однако быстро освободиться ему не удалось из-за политических перемен 1988—1990. Петрушка вышел из тюрьмы только в 1995.

## После освобождения
На протяжении многих лет Адам Петрушка безуспешно добивается юридического оправдания и снятия судимости. Заявляет о своей полной невиновности. В отличие от Пенкалы, он никогда не выражал раскаяния. В отличие от Хмелевского, не считает нужным скрываться. Однако, в отличие от Пиотровского, не склонен к демонстративной публичности.
Адам Петрушка женат, имеет сына. После освобождения проживает в Мокотуве. Длительное время получал повышенную пенсию как ветеран спецслужбы..